# DiI
DiI ist ein fluoreszenter Farbstoff, der zur Färbung histologischer Präparate eingesetzt wird. Er ist lipophil und kontrastiert daher die Membranen und das Innere lebender oder bereits fixierter Zellen. Er eignet sich aufgrund dieser Eigenschaften beispielsweise zu Darstellung sowie ante- und retrograder Verfolgung von Nervenfasern in Präparaten.